# Jack Cameron (hockey sur glace)
Pour les articles homonymes, voir Jack Cameron et Cameron.
Jack Cameron (né le 3 décembre 1902 à Ottawa province de l'Ontario - mort le 29 décembre 1981 à Danville, État de la Virginie aux États-Unis) est un joueur canadien de hockey sur glace.

## Carrière de joueur
Il a remporté à la Coupe Allan avec les Granites de Toronto. L'équipe a été choisie pour représenter le Canada aux Jeux olympiques de 1924. Elle a remporté l'or.